# 張可選
張可選（16世紀—1645年），河南府閿鄉縣人，明朝、南明政治人物。

## 生平
張可選是在崇禎六年（1633年）的舉人，十三年（1640年）成進士，擔任章丘知縣。任內在家孝順家人，做事清廉正直，因地方多變故而用計守城，弘光年間在任內去世，得在鄉賢祠祭祀。

## 引用
1. 1 2  錢海岳《南明史·卷三十五·列傳第十一》：（弘光）時山東疆吏：……張可選，閿鄉人，崇禎十三年進士。章邱知縣。
2. ↑  光緒《閿鄉縣志·卷九·選舉》：張可選 崇禎癸酉（舉人），見進士。
3. ↑  光緒《閿鄉縣志·卷十·人物》：張可選，崇禎庚辰進士，任章邱令。居家孝友，服官清廉，時地方多故，城守有方，以勞卒於任，祀鄉賢。